# John C. Cook
John Calhoun Cook (* 26. Dezember 1846 in Seneca, Seneca County, Ohio; † 7. Juni 1920 in Algona, Iowa) war ein US-amerikanischer Politiker. Zwischen 1883 und 1885 vertrat er den Bundesstaat Iowa im US-Repräsentantenhaus.

## Werdegang
John Cook besuchte die öffentlichen Schulen seiner Heimat. Nach einem anschließenden Jurastudium und seiner im Jahr 1867 erfolgten Zulassung als Rechtsanwalt begann er in Newton (Iowa) in seinem neuen Beruf zu praktizieren. Im Jahr 1878 wurde er Richter im sechsten Gerichtsbezirk von Iowa. Politisch war er Mitglied der Demokratischen Partei.
1880 wurde Cook als gemeinsamer Kandidat seiner Partei und der kurzlebigen Greenback Party für den sechsten Wahlbezirk von Iowa nominiert. Bei diesen Wahlen verlor er mit nur 106 Stimmen Unterschied gegen den Republikaner Marsena E. Cutts. Cook legte gegen den Ausgang der Wahl Widerspruch ein, der aber vom US-Repräsentantenhaus mit der damaligen republikanischen Mehrheit bewusst verzögert wurde. Derweil übte Cutts sein Mandat praktisch die ganze Legislaturperiode lang aus. Erst am 3. März 1883, dem letzten Tag dieser Sitzungsperiode, wurde Cook zum Wahlsieger von 1880 erklärt. Damit konnte er sein Mandat für genau diesen einen Tag ausüben. Am 4. März übernahm Cutts, der bei den Wahlen des Jahres 1882, bei denen Cook nicht kandidiert hatte, wiedergewählt worden war, erneut seinen alten Sitz.
In den folgenden Monaten verschlechterte sich der Gesundheitszustand des an Tuberkulose erkrankten Marsena Cutts immer mehr. Er starb am 1. September 1883; die fälligen Nachwahlen gewann John Cook mit 234 Stimmen Vorsprung. Damit konnte er zwischen dem 9. Oktober 1883 und dem 3. März 1885 die angebrochene Legislaturperiode beenden. Im Jahr 1884 verzichtete er auf eine erneute Kandidatur. Nach seiner Zeit im US-Repräsentantenhaus arbeitete Cook wieder als Rechtsanwalt in Newton. Später zog er nach Webster in Iowa, wo er Anwalt einer Eisenbahngesellschaft wurde. John Cook starb am 7. Juni 1920 in Algona.